# Incitatus

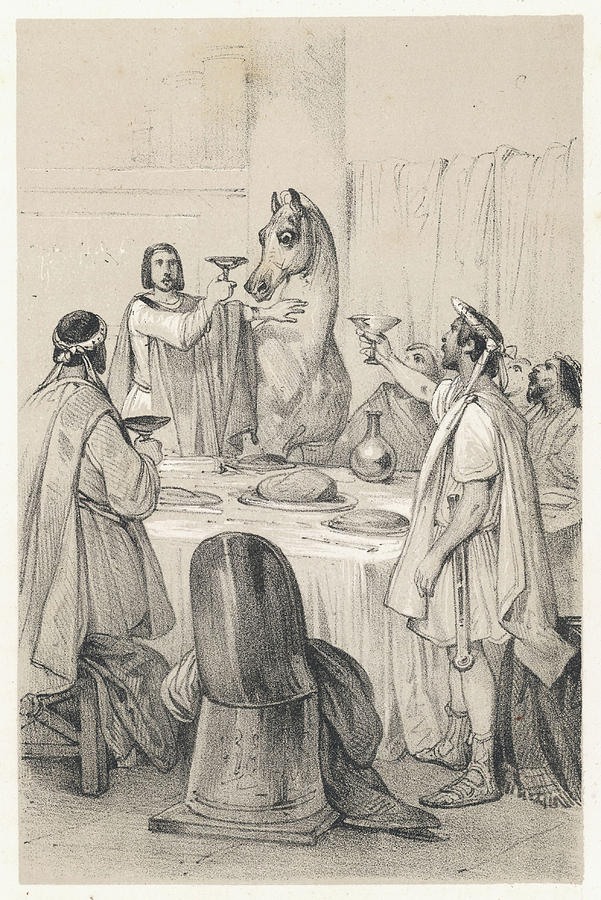
Caligula et Incitatus, par Victor Adam.

Incitatus (prononciation latine : ɪŋkɪˈtaːtʊs , signifiant « rapide » ou « au grand galop ») est le nom du cheval favori de l'empereur romain Caligula, qui régna de 37 à 41.

## Vie d’Incitatus
Incitatus était le cheval vedette de l'écurie verte de courses de chars, dont Caligula était un très fervent supporter. Comme tous les chevaux vedettes des grandes écuries de courses de chars, Incitatus bénéficiait d'un traitement de faveur. 
D'après Suétone (auteur né trente ans après la fin du règne de Caligula) dans la Vie des douze Césars, Incitatus avait une écurie de marbre avec une mangeoire en ivoire, une couverture pourpre et un collier incrusté de pierres précieuses. Suétone écrit également que Caligula envisageait de nommer Incitatus consul. Il a aussi été dit que Caligula prétendait que son cheval était une « combinaison de tous les dieux » et devait être adoré comme tel. Il n'est pas exclu que cela ait constitué une provocation volontaire envers les sénateurs pour critiquer leur peu d'activité. 
Le cheval aurait également « invité » des dignitaires à partager sa table, et avait une maison avec des serviteurs pour entretenir de tels invités.

## Considérations politiques
Des historiens tels qu'Anthony A. Barret s'interrogent sur le portrait négatif de Caligula. Ils attribuent le traitement d'Incitatus par Caligula à une façon de ridiculiser et d'irriter les sénateurs, plutôt qu'à une preuve de sa folie. Ils suggèrent que les historiens Suétone et Dion Cassius, qui écrivirent plus tard, étaient motivés par la politique de leur temps et que leurs histoires furent déformées par le désir d'inclure des sources plus colorées, mais peut-être moins fiables.